# Karl Behr
Karl Howell Behr (Nova York, 30 de maio de 1885 - 15 de outubro de 1949) foi um tenista estadunidense. Ele foi um dos sobreviventes do RMS Titanic. 

## Grand Slam finais

### Duplas (1 vice)
| Resultado | Ano  | Campeonato | Parceiro     | Oponentes                   | Placar        |
| --------- | ---- | ---------- | ------------ | --------------------------- | ------------- |
| Campeão   | 1907 | Wimbledon  | Beals Wright | Norman Brookes Tony Wilding | 4–6, 4–6, 2–6 |